# Loretta Lynch
Loretta Elizabeth Lynch, anomenada també Loretta Lynch Hargrove, nascuda del 21 de maig de 1959 a Greensboro, és una política estatunidenca. Fou també Fiscal General dels Estats Units.

## Biografia
Fou nomenada per a importants responsabilitats pel president demòcrata Bill Clinton i després fou Asessora Especial del Fiscal del Tribunal Penal Internacional per a Ruanda de Tanzània sota la presidència republicana de George W. Bush. El 8 de novembre de 2014 fou elegida pel president Barack Obama per reemplaçar Eric Holder, que va renunciar enmig d'acusacions de corrupció, al càrrec de Fiscal General dels Estats Units. Confirmada pel Senat el 23 d'abril de 2015 es va convertir en la segona a ocupar el càrrec de ministre de Justícia, després de Janet Reno, que va ocupar el càrrec entre 1993 i 2001, i en la primera dona afroamericana a ocupar aquest càrrec. Va prestar jurament el 27 d'abril següent davant el vicepresident Joe BidenDurant el seu mandat es va destapar l'escàndol de corrupció conegut com a Cas Fifagate. El 27 de maig de 2015, va protagonitzar la roda de premsa anunciant la primera gran relació d'acusats i detinguts i, el 3 de desembre de 2105, va protagonitzar una nova roda de premda ampliant la relació d'acusats i detinguts.